# アンドレ・ボーシャン
アンドレ・ボーシャン（Andre Bauchant, 1873年4月24日、シャトー・ルノー－1958年8月12日、モントワール・シュル・ル・ロワール）は、20世紀前半フランスの素朴派の画家。園芸業を営んでいたが、1919年ころより独学で絵画の制作を始める。題材は主に、花、古代の神話・伝説、トゥーレーヌ地方の農村生活など。建築家のル・コルビュジエ、作家のアンドレ・ブルトンなどが高く評価した。また1928年、イーゴリ・ストラヴィンスキーのバレエ「ミューズを率いるアポロ」をバレエ・リュスが上演するに際し、ボーシャンが舞台美術を担当したこともある。

## 文献
- 『生きる喜び　素朴絵画の世界　アンドレ・ボーシャンとグランマ・モーゼス』[展覧会図録] アプト・インターナショナル、2008年。
- 『世界で一番美しい庭　アンドレ・ボーシャン展』[展覧会図録] アプト・インターナショナル、2010年。